# 台灣自然災害列表
台灣自然災害列表，列表為發生在台灣的自然災害，包含地震引起的震災、春雨、颱風或高氣壓引起的風災或水災、野火、瘟疫、複合型災害。

## 地震災害
- 1694年：康熙大地震，震央位於今新北市的新店或金山斷層，芮氏規模約7。造成傷亡人數不詳。但讓台北盆地土壤液化，產生面積超過30平方公里以上的「康熙臺北湖」。
- 1904年：1904年斗六地震，震央位於雲林縣的斗六市，芮氏規模6.1，死亡人數145人，受傷人數158人。
- 1906年：梅山大地震，震央位於嘉義梅山，芮氏規模7.1。造成1,266人死亡，2,476人受傷，7,284棟房屋全毀（半毀不詳）。
- 1935年：新竹台中地震，震央位於台灣苗栗縣三義鄉，芮氏規模7.1。造成3,276人死亡，12,053人受傷，近5.5萬戶房屋全倒或半倒。是台灣有史以來傷亡最慘重的地震。
- 1999年：921集集大地震，震央位於台灣南投縣集集鎮，芮氏規模達7.3（美國測得矩規模7.6）。造成2,415人死亡、30人失蹤、11,306人受傷、近11萬戶房屋全倒或半倒。
- 2016年：高雄美濃地震，震央位於台灣高雄市美濃區，芮氏規模達6.6。造成117人死亡，其中115人在台南市永康區維冠金龍大樓，551人受傷。台南市永康區維冠金龍大樓因地震倒塌共造成115人死亡，創下台灣史上單一大樓倒塌傷亡最紀錄。
- 2024年：2024年花蓮地震，震央位於台灣花蓮縣秀林鄉，芮氏規模達7.1。造成18人死亡，1,155人受傷。
- 2025年：2025年嘉義地震，震央位於台灣嘉義縣大埔鄉，芮氏規模達6.4。造成50人受傷。

## 風災與水災
- 八七水災：為1959年8月7日至8月9日間，發生於臺灣中南部的嚴重水患，為戰後臺灣影響區域及受災人數僅次於1999年921大地震及2009年八八水災的重大災難。
- 八一水災：為1960年7月31日至8月2日間，發生於臺灣東北部的嚴重水患，災情慘重。
- 八一七水災：1975年8月16日，臺灣被5個熱帶性低氣壓包圍，其中一個在馬公西南方約100公里海面上，以約20公里時速向東北東移動，臺灣於16日9時開始降雨，17時起雨勢漸大，直到17日下午才停止，全台都下大雨，以西南部雨量較多，尤其急水溪關子嶺日雨量448毫米、總雨量599毫米最高，短時間強降雨造成急水溪流域嚴重災害，有2人死亡、7人失蹤，稱「817水災」。
- 六三水災: 為1984年6月3日，發生於臺灣北部的嚴重水患，起因從鋒面發展出來的強烈對流造成暴雨，造成臺北公館、木柵、景美、新店、中和、永和和桃園淹大水損失慘重。
- 八一八風災：為1997年8月18日，發生於臺灣東北部的嚴重風災，起因為溫妮颱風侵襲臺灣，造成臺北天母、內湖、汐止地區嚴重積水及山崩、林肯大郡崩毀。

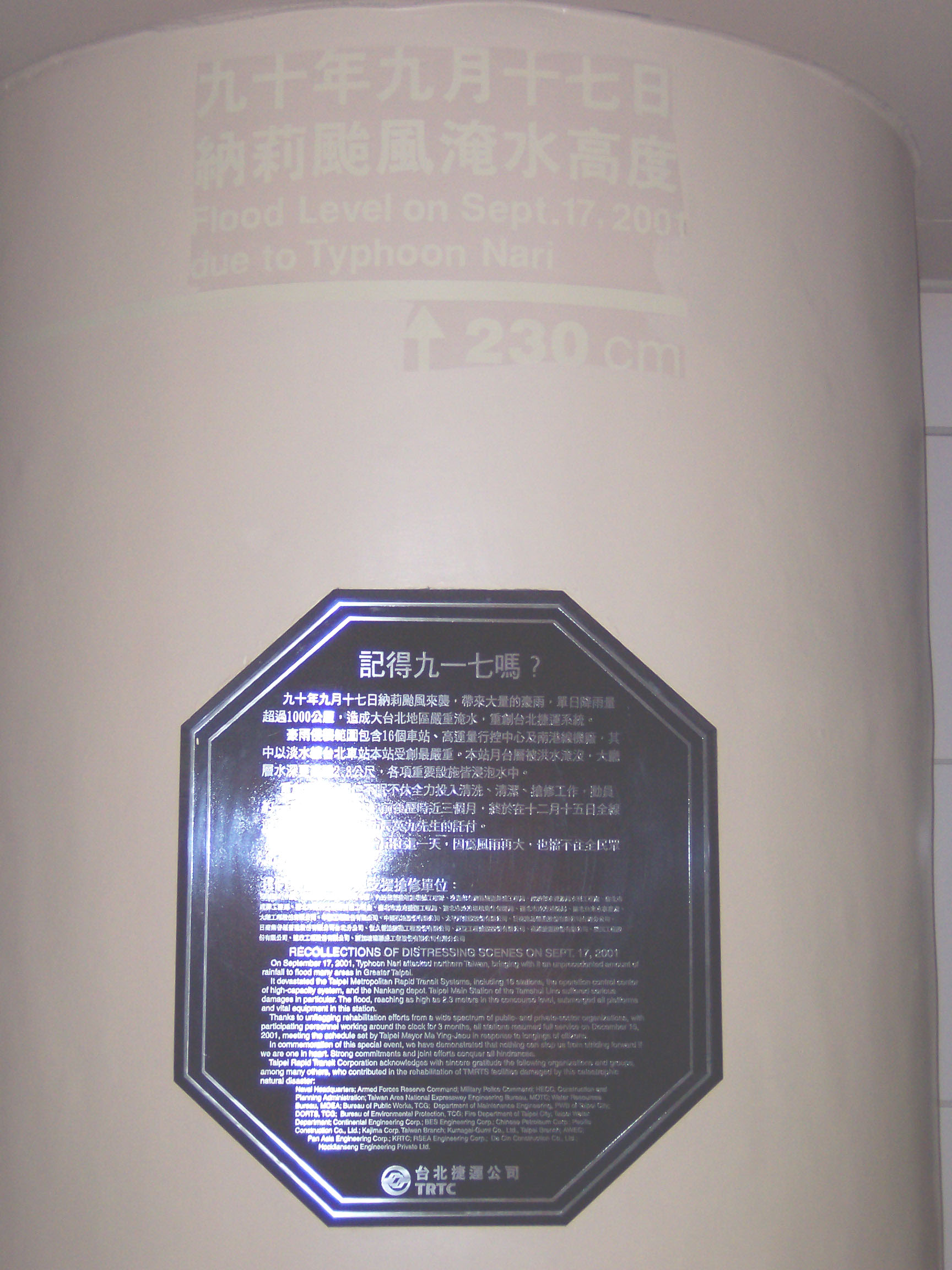
捷運台北車站淹水紀念銘版（230cm）

- 七一一水災：為2001年7月11日，發生於臺灣南部的嚴重水災，起因為潭美颱風引進西南氣流，造成高雄及屏東地區降下豪雨。
- 九一七水災：為2001年9月17日，主要發生於臺灣北部的嚴重水災，起因為納莉颱風停留時間過久、特殊路徑，以及其環流強勁，造成全臺降下豪雨，以北北基地區最為嚴重。
- 七二水災：為2004年7月2日至7月4日間發生於臺灣中南部的嚴重水災，起因為敏督利颱風引進西南氣流，造成高雄及屏東地區降下豪雨。
- 七一八風災：為2008年7月17日至7月18日間，發生於臺灣中南部的嚴重水災，起因為卡玫基颱風侵襲臺灣，造成嚴重豪雨、山崩、土石流等災情。
- 八八水災：為2009年8月6日至8月10日間發生於臺灣中南部及東南部的一起嚴重風災，起因為颱風莫拉克侵襲臺灣，以及其西南氣流所帶來創紀錄的雨勢，造成前述地區發生水患及土石流，為臺灣自1959年八七水災以來最嚴重的水患，並引發著名觀光景點阿里山及南橫公路多處坍崩，另外高雄縣甲仙鄉小林村滅村事件，更導致數百人遭到活埋。
- 八二三水災：為2018年8月23日至8月30日間因熱帶低氣壓及其消亡後衍生位於華南的大低壓帶與西南風輻合所發生於南部的水災，為近年來影響持續時間最長久的水患，前後造成至少11人死亡1人失蹤。
- 2024凱米風、水災：共造成11人死亡、1人失蹤、902人受傷。
- 嘉南丹娜絲風災：為嘉南地區百年一遇的強陣風，造成百萬户停電，無數民宅屋頂被掀開，至少十餘人死於颱風災後所造成的影響

## 公共衛生災害
- 台灣SARS事件
- 2019冠狀病毒病臺灣疫情